# Albanci
Albanci (albansko Shqiptarë, sinovi orla) so etnična skupina, ki živi predvsem v Albaniji, na Kosovu in v zahodni Severni Makedoniji.
Albanci govorijo albanščino. Več kot polovica Albancev živi v Albaniji in na Kosovu. Veliko število albanskega prebivalstva živi v Severni Makedoniji, Italiji,  Grčiji in v Turčiji, ker so bili med leti 1878–1923 izgnani iz Južne Srbije, Kosova, Severne Makedonije in Grčije. Manjše število Albancev živi v Srbiji in Črni gori. 
Po jeziku in po kulturi se Albanci danes delijo na dve glavni skupini, na Gege (severno od reke Škumbin) in Toske (južno od nje). Večina Gegov živi na severu Albanije, na Kosovu, Srbiji, Črni gori in Severni Makedoniji, Toski pa na jugu Albanije, v Grčiji in Italiji.
Večina Albancev je muslimanov, so pa tudi katoliške in pravoslavne vere.
Najbolj znane albanske osebe so: Mati Terezija, Rita Ora, Dua Lipa, Xherdan Shaqiri, Granit Xhaka, Majlinda Kelmendi, Skenderbeg, ... 